# Heinrich Opitz
Heinrich Opitz (* 14. Februar 1642 in Altenburg; † 24. Februar 1712 in Kiel; auch: Heinrich Opitius) war ein deutscher Theologe und Orientalist.

## Leben
Heinrich Opitz – Sohn eines Seidenhändlers – wurde wegen seines frühen Interesses für Gesang und Musik schon im Alter von dreizehn Jahren in die Hofkapelle von Herzog Friedrich Wilhelm II. berufen. 1662 begann Opitz mit dem Studium an der Universität Wittenberg, später der Universität Jena, wo er 1665 Magister wurde. Als Nächstes hielt er sich in Leipzig und Hamburg auf und beschäftigte sich mit orientalischen Sprachen. Im Jahr 1667 reiste Opitz nach Kiel. Dort wurde er Privatdozent. Weitere drei Jahre später wurde ihm im Zuge der Studien der orientalischen Sprachen eine Reise durch die Länder Niederlande und England gewährt. Um seine Kenntnisse zu erweitern, besuchte er die Bibliotheken in Leiden und Utrecht. In London besuchte er die königliche Bibliothek; gleichzeitig schloss er Freundschaft mit einem weiteren Orientalisten, Edmund Castle. Als Nächstes hielt sich Opitz in Oxford auf und exzerpierte orientalische Handschriften. Dann kehrte er nach Kiel zurück, allerdings fand er dort keine Arbeitsstelle und zog weiter nach Jena. Dort arbeitete er als Adjunkt der philosophischen Fakultät der Universität. 1675 erhielt er in Kiel eine Professur für Griechische Sprache, 1679 wurde er zusätzlich Professor der orientalischen Sprachen. Zehn Jahre später, 1689, stieg er zum Doktor und zugleich Professor der Theologie auf, was rang- wie gehaltsmäßig eine deutliche Verbesserung bedeutete. Im Jahre 1704 wurde Opitz Oberkonsistorialrat.
Opitz hinterließ zwei Söhne, die Theologen Paul Friedrich Opitz und Josias Heinrich Opitz. Sowohl sein Lehrbuch der hebräischen Sprache als auch seine hebräische Bibelausgabe waren noch viele Jahrzehnte im Gebrauch.

## Werke
- Atrium linguae sanctae (Hamburg 1671)
- Novum lexicon Hebraeo-Chaldaeo-biblicum (Lippstadt 1692)
- Biblia Hebraica Thora, Neviim, Ktuvim. (Cum optimis impressis & Manuscriptis codicibus in & extra Germaniam per plurimos annos incredibile labore & diligentia collata, & juxta MASORAM, Or thora, Schaar hanneginoth, aliaque Hebraeorum Principia Critica solitice examinata, accuratissime emendata & fideliter recensita …). Bartholdi Reuther, Kiel 1709. Mit lat. Widmung und Einleitung. Titelkupfer von Scott.